# Pietro I da Polenta
Pietro I da Polenta (Ravenne, ? – 1404) a été  seigneur de Ravenne de 1389 à 1404.

## Biographie
Pietro I da Polenta est le fils de Guido III qui avait eu une nombreuse progéniture.
En 1389,Pietro I, et ses frères  Ostasio II, Obizzo, Aldobrandino, Azzo et Bernardino II emprissonnèrent leur père qui mourut en prison.
Par la suite les frères moururent successivement et Pietro I a été probablement empoisonné par Obizzo qui devint le seul seigneur de Ravenne. 

## Sources
- Voir Bibliographie